# Виктория (остров)
Вижте пояснителната страница за други значения на Виктория.
Остров Виктория (на английски: Victoria Island) е вторият по големина остров на Канада и 9-ият в света (според различни изследвания е осми или девети). Разположен е в Северения ледовит океан и се намира в югозападната част на Канадския арктически архипелаг. Площта му е 217 291 км2 (два пъти територията на България).
Западната част на острова принадлежи към Северозападни територии на Канада, а източните (близо две трети) са част от територията Нунавут. Островът е назован през 1839 г. на британската кралица Виктория.

## Откриване и изследване на острова
- 1826 – Джон Ричардсън – Откриване на южното крайбрежие на п-ов Уластон (югозападната част на острова, протока Долфин енд Юниън (на юг от него) и залива Коронейшън (вторично)
- 1839 – Питър Уорън Диз, Томас Симпсън – Откриване на протока Диз (68º 50` с.ш., отделящ п-ов Кент от остров Виктория и залива Куийн Мод (68°20′ с. ш. 102°00′ з. д. / 68.333333° с. ш. 102° з. д.). Изследване на около 250 км от югозападния бряг на остров Виктория
- 1850-1851 – Робърт Макклур, Робърт Хасуел – 1850: Откриване на протока Принц Уелски (между остров Банкс на северозапад и Виктория на югоизток); 1851: Откриване и изследване на северозападната част на остров Виктория – п-ов Принц Албърт и заливите Принц Алберт (71°20′ с. ш. 117°00′ з. д. / 71.333333° с. ш. 117° з. д.), Ричард Колинсън (72°45′ с. ш. 113°52′ з. д. / 72.75° с. ш. 113.866667° з. д.) и Уиниат (72°36′ с. ш. 110°52′ з. д. / 72.6° с. ш. 110.866667° з. д.)
- 1851 – Джон Рей – Изследване на цялото южно и югоизточно крайбрежие на острова от нос Баринг на запад до 70°30′ с. ш. 101°00′ з. д. / 70.5° с. ш. 101° з. д. на изток
- 1851-1853 – Ричард Колинсън – 1851: Вторично откриване на протока Принц Уелски (между островите Банкс на северозапад и Виктория на югоизток) и плаване в него до 73º 30` с.ш.; 1852: Изследване на п-ов Дъндас (най-западната част на остров Виктория; 1853: Изследване на югоизточното крайбрежие на острова и вторично откриване на протока Виктория (между островите Виктория на северозапад и Кинг Уилям на югоизток), полуостров Колинсън (най-източната част на острова)
- 1905 – Руал Амундсен – Откриване и изследване на източното крайбрежие на острова до 72° с.ш.
- 1917 – Вилялмур Стефансон, Сторкер Сторкерсон (1883-1940), Джордж Хуберт Уилкинс – Изследване на северното крайбрежие на острова и откриване на нос Барнард (73°05′ с. ш. 112°30′ з. д. / 73.083333° с. ш. 112.5° з. д., залива Хадли и нос Сторкерсон (73°10′ с. ш. 106°30′ з. д. / 73.166667° с. ш. 106.5° з. д.)

## География
На северозапад протока Принц Уелски отделя острова от остров Банкс. На север протока Вайкаунт-Мелвил го отделя от остров Мелвил. На изток протока Макклинток го отделя от остров Принц Уелски, а протока Виктория, на югоизток – от остров Кинг Уилям. На юг остров Виктория се отделя от територията на Северна Америка чрез залива Куийн Мод, протока Диз, залива Коронейшън, протока Долфин енд Юнион и залива Амундсен.
Крайните точки на острова са: на север, нос Пил (73°23′ с. ш. 114°40′ з. д. / 73.383333° с. ш. 114.666667° з. д.), на изток 69°53′ с. ш. 100°51′ з. д. / 69.883333° с. ш. 100.85° з. д., на юг (68°28′ с. ш. 113°12′ з. д. / 68.466667° с. ш. 113.2° з. д.) и на запад (71°48′ с. ш. 119°07′ з. д. / 71.8° с. ш. 119.116667° з. д.). Разстоянието между най-северната и най-южната точка е 698 км, а от най-източната до най-западната – 547 км.
Бреговата линия е силно разчленена. На север дълбоко в сушата се врязват три големи залива – Ричард Колинсън, Уиниат и Хадли. Източното и южно крайбрежие са по-слабо разчленени, но и тук има няколко по-големи залива – Денмарк и Албърт-Едуард, по източното и Уелингтън – на южното. По западното крайбрежие също има три големи залива – Принц Албърт, Минто и Уолкър. В четирите края на гигантския остров има четири полуострова, които също допринасят за силно разчленената брегова линия – на северозапад Принц Албърт, на североизток Сторкерсон, на югоизток Колинсън и на югозапад Уластън.
В голямата си част островът е изграден от палеозойски пясъчници, конгломерати, варовици и мергели и докамбрийски гранито-гнайси. Повърхността е предимно равнинна и слабо хълмиста с преобладаваща височина 300-500 м. В северната, централна част на Виктория се намира планината Шейлър, където се намира най-високата точка на острова – 655. В югозападната част, на п-ов Уластън се издига връх Бампус 503 м.
Остров Виктория е изключително богат на водни източници – стотици големи и малки реки и хиляди езера. Най-голямата река на острова е Кууджуа, извираща от планината Шейлър, течаща на запад и вливаща се в залива Минто. Друга голяма река е Лаклан, течаща в южната част на острова и вливаща се в протока Диз. Най-голямото езеро е Фъргюсън (562 км2), в югоизточната част, а други по-големи езера са Уошбърн, Тахо, Тахирюак и други.
Растителността е тундрова, представена от треви, мъхове и лишеи. Животинския свят е богат – елени карибу, мускусни бикове, бели мечки, лисици, вълци, зайци, леминги. Много прелетни птици.

## Население
По време на последното преброяване на населението на Канада през 2006 г. на острова пребивават 1875 души, живеещи в две селища – Кембридж Бей (1477 жители, 69°07′ с. ш. 105°03′ з. д. / 69.116667° с. ш. 105.05° з. д.), на югоизточното крайбрежие, на брега на протока Диз и Улукхакток (Холмен, 398 жители, 70°44′ с. ш. 117°46′ з. д. / 70.733333° с. ш. 117.766667° з. д.), на западното крайбрежие, на северния вход на залива Принц Албърт.
По-рано е имало още няколко търговски постове на острова (Форт Колинсън, Рид Айлънд и други), които понастоящем са изоставени.